# Communauté européenne de défense
Pour les articles homonymes, voir CED.

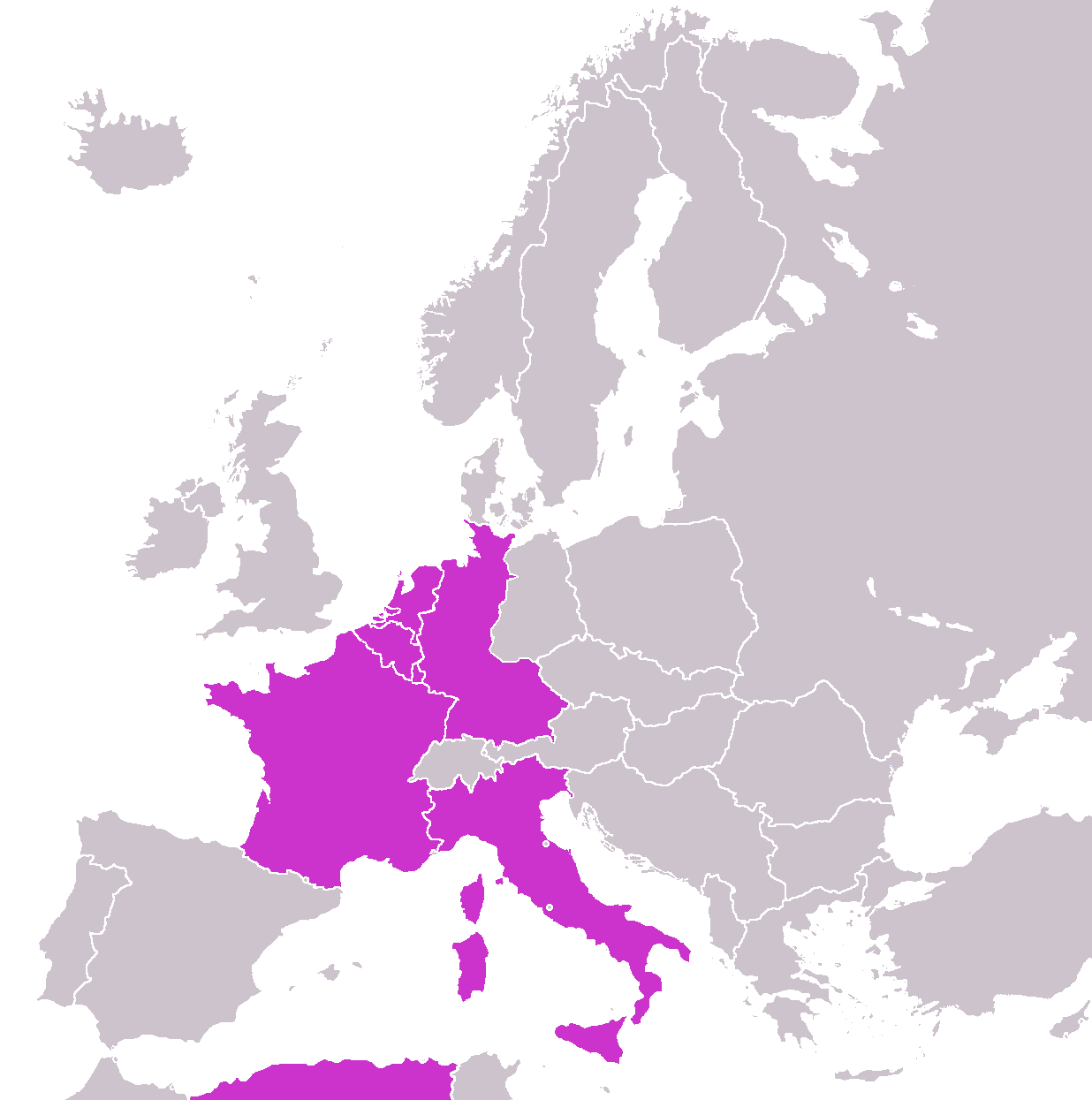
États qui auraient fait partie de la Communauté européenne de défense selon le plan de René Pleven.

La Communauté européenne de défense (CED) était un projet de création d'une armée européenne, avec des institutions supranationales, placées sous la supervision du commandant en chef de l'OTAN, qui était lui-même nommé par le président des États-Unis. Dans le contexte de la guerre froide, le projet, qui est esquissé en septembre-octobre 1950, ne devient un traité, signé par 6 États, que le 27 mai 1952. Ratifié par la République fédérale d'Allemagne (RFA ou Allemagne de l'Ouest), la Belgique, le Luxembourg et les Pays-Bas, le traité instituant la CED est rejeté par l'Assemblée nationale française le 30 août 1954 par 319 voix contre 264.

## Origines
Pour des articles plus généraux, voir Politique extérieure de la IVe République et Formation et consolidation des blocs occidentaux et communistes (1945-1955).

### Exigence américaine
Elle résulte de l'entrée en guerre des troupes nord-coréennes en Corée du Sud, le 25 juin 1950. Les États-Unis, sous le drapeau des Nations unies, envoient aussitôt des troupes pour rétablir la situation en Corée. Les États-Unis et les États d'Europe occidentale s'inquiètent de la possibilité qu’une opération similaire soit déclenchée contre l’Allemagne. Selon les experts militaires américains, les troupes d'occupation des États-Unis, du Royaume-Uni et de la France ne pourraient pas résister à une poussée venue de l'Est. D'autre part, le Pacte atlantique signé le 4 avril 1949 n'est pas encore opérationnel. Les États-Unis réagissent immédiatement en envoyant des renforts et du matériel en Allemagne, mais ils exigent une participation des Allemands de l'Ouest à l'effort commun de défense, même si la RFA n'est pas partie au traité de l'Atlantique nord,.
La question du réarmement de l'Allemagne de l'Ouest avait été envisagée par les États-Unis, bien avant le début de la guerre de Corée, puisqu'en janvier 1948 le général Ridgway déclare qu'il est impossible de s'opposer à une agression russe sans une contribution allemande.
Cependant, les États-Unis, avant le début de la guerre de Corée, prennent en compte le point de vue des Européens, particulièrement celui des Français, hostiles à tout réarmement de l'Allemagne. Le 8 mai 1950 (veille du « discours de l'horloge » de Robert Schuman), à Paris, dans une conversation avec Robert Schuman, ministre des Affaires étrangères, son homologue américain le secrétaire d'État, Dean Acheson, affirmait que le moment de discuter de ce réarmement n'est pas encore venu.
Le mois suivant, avec le début de la guerre de Corée, la vision stratégique des États-Unis est profondément modifiée. Engagés massivement en Asie, ils ne veulent pas, dans le même temps, faire l'essentiel des efforts pour assurer la sécurité de l'Europe occidentale. Dans la mesure où les Européens doivent accroître leurs effectifs, surtout si l'Europe occidentale doit être défendue le plus à l'est possible, près de l'Elbe, il faut un réarmement de l'Allemagne de l'Ouest, le plus rapide possible. Alors qu'en mai 1950 les États-Unis prenaient en compte les objections de leur allié français, en septembre 1950, ils exigent un réarmement rapide de l'Allemagne. À l'occasion d'une réunion du Conseil de l'Atlantique nord (CAN) à New York du 10 au 16 septembre 1950, Dean Acheson, secrétaire au département d'État, exprime clairement la volonté américaine : « Je veux des Allemands en uniforme pour l'automne 1951 ».
À la suite du Plan Schuman présenté devant le Conseil de l'Europe, Winston Churchill proposa, dans son discours du 11 août 1950, la création d'une « armée européenne unifiée ». Ce projet soutenu par les Américains à partir du mois de septembre fut suivi d'une réaction française et d'une proposition de synthèse formulée par Jean Monnet.
Harry S. Truman, président des États-Unis, subordonne l'envoi des troupes américaines au réarmement de l'Allemagne en septembre 1950, en contradiction avec les accords de Potsdam et les engagements pris lors de la conclusion du Pacte atlantique.
Pour les États-Unis, l'heure n'est plus à l'attentisme : Washington envisage alors de faire entrer 10 ou 12 divisions allemandes dans l'organisation du Pacte atlantique, en cours de formation. La majorité des 12 ministres des Affaires étrangères de pays membres de l'OTAN se rallie à la proposition américaine. Le chancelier de la RFA, Konrad Adenauer, avait pris position en faveur du réarmement de la RFA : dans un mémorandum adressé aux trois puissances occupantes (États-Unis, Royaume-Uni, France) le 29 août 1950, il demande le renforcement des troupes alliés stationnées en RFA et surtout la création d'une armée européenne avec participation allemande : celle-ci est toutefois conditionnée à la reconnaissance de la RFA au niveau international, et à l'amnistie des criminels de guerre encore détenus par les Alliés.

### Réaction française
À New York, le 12 septembre 1950, le ministre français des Affaires étrangères s'oppose à la proposition américaine de réarmement de l'Allemagne. Dean Acheson et son homologue britannique Ernest Bevin reprennent, les 13 et 14 septembre, la discussion avec Robert Schuman, pour que la France renonce à son refus de principe d'un réarmement allemand. Les pressions américaines et britanniques sont d'autant plus fortes que, au sein du Conseil de l'Atlantique nord (CAN), seuls la Belgique et le Luxembourg soutiennent la position de la France. Finalement, le 16 septembre, Schuman accepte le principe d'un réarmement de l'Allemagne à certaines conditions. Les forces allemandes devaient être versées dans une organisation déjà existante de façon à être solidement encadrées. L'idée d'une participation allemande était acceptée, mais Robert Schuman ne pouvait prendre une décision prématurée sur ce problème.
Le CAN se conclut le 26 septembre 1950 par un communiqué commun des ministres des Affaires étrangères de ses 12 États membres qui d'une part acte la création d'une organisation militaire intégrée — l'OTAN — et d'autre part affirme que l'Allemagne doit participer à la défense de l'Europe de l'Ouest sous une forme à définir. Washington pousse la France à prendre une initiative pour proposer une solution concernant cette participation allemande avant la prochaine réunion du CAN, programmée fin octobre 1950.

### Proposition de synthèse de Jean Monnet
Le 16 septembre 1950, le jour où Schuman cède aux exigences américaines, Jean Monnet lui adresse une lettre dans laquelle il admet lui aussi le réarmement de la RFA, non pas sur une base nationale, qui lui redonnerait sa pleine souveraineté, mais dans un cadre européen supranational, une sorte de plan Schuman élargi.
Jean Monnet fait un double constat. D'une part, il négocie depuis le 20 juin 1950 le traité qui doit mettre en œuvre le plan Schuman (CECA). Il craint donc qu'une Allemagne réarmée et pleinement souveraine ne devienne réticente à s'intégrer dans une communauté européenne encore en gestation. D'autre part, Jean Monnet avait constaté que les États-Unis avaient approuvé le projet d'une communauté européenne du charbon et de l'acier. Il voit donc qu'une formule européenne de réarmement serait à la fois bien accueillie par les États-Unis et surtout permettrait de franchir une étape décisive vers l'unité européenne, qui ne pouvait pas se faire sans une réconciliation définitive entre Allemands et Français. Dans l'esprit de l'Assemblée de Strasbourg, la CECA et la Communauté européenne de défense (CED) sont structurellement complémentaires, dans la perspective de fondation d'un futur État européen. Le projet de CED est en quelque sorte une transposition de la technique du plan Schuman (charbon et acier) au domaine militaire, une nouvelle expérimentation de ce « fédéralisme partiel », qui est en voie de réussir en matière de charbon et d'acier. L'idée d'une Europe fédérale préside en effet à l'élaboration de ce projet. L'armée européenne viendrait ainsi remplacer les armées nationales et les « soldats nationaux » existeraient uniquement sous le commandement d'un ministre européen de la Défense. Ainsi, on n'aurait pas réarmé directement l'Allemagne, mais on lui fournirait des armes servant uniquement sous supervision européenne. Comme explique André Philip devant l'Assemblée, avec une armée européenne, il n'y aurait « plus de problème à caractère national ».
Face aux exigences américaines, le gouvernement Pleven se tourne vers Monnet pour l'ébauche d'un projet militaire à l'échelle européenne. Jean Monnet, aidé par quelques hommes qui travaillent avec lui à la mise en œuvre du plan Schuman : Étienne Hirsch, Paul Uri, Paul Reuter, Bernard Clappier et Hervé Alphand, rédige le projet d'une armée européenne, qu'il communique au président du Conseil René Pleven.
Adopté en conseil des ministres, le 8 octobre 1950, ce qui désormais s'appelle « plan Pleven » est un projet écrit par Jean Monnet, inspiré « directement de la recommandation adoptée le 11 août 1950 par l'Assemblée parlementaire du Conseil de l’Europe ».

## Du projet au traité

Organisation prévue de la CED.

### Projet initial
Dans une déclaration devant l'Assemblée nationale, le 24 octobre 1950, René Pleven dévoile le projet : « création, pour la défense commune, d'une armée européenne rattachée à des institutions politiques de l'Europe unie, placée sous la responsabilité d'un ministre européen de la Défense, sous le contrôle d'une assemblée européenne, avec un budget militaire commun. Les contingents fournis par les pays participants seraient incorporés dans l'armée européenne, au niveau de l'unité la plus petite possible ». L'Assemblée nationale approuve la déclaration de Pleven à une large majorité, car l'incorporation de soldats allemands dans l'armée européenne « au niveau de l'unité la plus petite possible », empêcherait la RFA de recréer une armée et un état-major. En effet, cette armée comprendrait des divisions européennes, au sein desquelles les unités nationales seraient intégrées au niveau le plus bas possible, au niveau du bataillon de 800 à 1 000 hommes, afin de disperser au maximum les contingents allemands et les dissoudre dans cette armée européenne.
En revanche, cette armée européenne serait intégrée dans le dispositif militaire de l'OTAN, sans remettre en cause la prééminence des États-Unis. Il n'était donc pas du tout question de doter l'Europe occidentale d'un instrument de défense indépendant. Au contraire, l'armée européenne dépendrait du commandement atlantique, c'est-à-dire des États-Unis.
René Pleven reçut chez lui, à Saint-Brieuc, Jules Moch, ministre de la Défense. Celui-ci venait rendre compte au chef du gouvernement d'une réunion tripartite des ministres de la défense américain, anglais et français des 20 et 21 septembre 1950, à New York. René Pleven, au cours de cette rencontre, admit la dépendance vis-à-vis des États-Unis : « cette armée européenne sera placée sous les ordres du commandement supérieur des forces atlantiques en Europe ».
Par ailleurs, d'autres critiques apparaissent contre ce projet de traité. Dans ses Mémoires, Michel Debré déclare : « le traité est illisible et si riche d'arrière-pensées qu'il faut se prendre la tête à deux mains pour saisir le sens de certaines phrases ». Ce projet initial a surtout deux défauts majeurs aux yeux des Américains d'une part, et des Allemands d'autre part.

#### Point de vue des États-Unis
Il ne convient pas aux États-Unis car la mise en œuvre d'une armée européenne est retardée par la constitution préalable de structures politiques communautaires, à commencer par celles de la Communauté européenne du charbon et de l'acier (CECA). Marshall, secrétaire d'État à la défense, dénonce donc le dispositif imaginé par Jean Monnet lors du comité de défense du Pacte atlantique du 27 au 31 octobre 1950. Alors que Moch, ministre de la Défense, expose le plan Pleven, Marshall demande l'ajournement de toutes les décisions prévues sur l'intégration des forces alliés en Europe, tant qu'on ne serait pas d'accord sur le réarmement de l'Allemagne. La majorité des partenaires de la France dans l'OTAN s'alignent derrière la critique américaine. Ils considèrent le plan Pleven comme une manœuvre pour gagner du temps. Une nouvelle fois, seuls la Belgique et le Luxembourg, eux aussi soucieux d'empêcher la reconstitution d'une armée allemande, soutiennent la France au CAN.
Le communiqué final du comité de défense de Pacte atlantique, le 31 octobre 1950, précise de nouveau clairement l'exigence américaine : « la nécessité de réarmer l'Allemagne de l'Ouest dans le cadre du pacte atlantique ».

#### Point de vue de la RFA
Le plan Pleven inquiète et divise les Allemands. Le chancelier Adenauer, après un mois d'hésitation, soutient le projet, mais il se heurte à une virulente opposition des socialistes, qui craignent que cette intégration militaire de la RFA ne compromette définitivement les perspectives de réunification. Opposition d'autant plus forte que, au même moment, le 3 novembre 1950, l'URSS fait une proposition de désarmement et d'évacuation des troupes étrangères des deux Allemagnes, qui seraient invitées à se prononcer sur leur possible réunification. Les dirigeants occidentaux ne prirent jamais ces offres soviétiques très au sérieux – de même que ces derniers n'y croyaient pas vraiment : l'essentiel était pour eux d'éviter une remilitarisation du pays. Autre inquiétude allemande : les dispositions discriminatoires envisagées par le projet français à l'égard du statut militaire de la RFA. Adenauer, le 8 novembre 1950, dans une déclaration au Bundestag, soutient le plan Pleven, mais à certaines conditions : « si la République fédérale doit y participer, elle doit avoir les mêmes devoirs mais aussi les mêmes droits que les autres pays ».
Face aux exigences imposées par les Américains et aux conditions posées par les Allemands, le projet initial, le plan Pleven, doit donc être complètement rediscuté.

### Élaboration du rapport intermédiaire
Élaboré entre décembre 1950 et juillet 1951, le rapport intermédiaire du 24 juillet 1951 est le résultat d'un rapprochement des positions française et américaine. D'une part, les socialistes français, dont J. Moch, ministre de la Défense, quittent le gouvernement. J. Moch était, dans le gouvernement français, l'un des plus farouches opposants au réarmement de l'Allemagne. Il joue, à partir de 1952, un rôle important dans la campagne de mobilisation contre la ratification du traité. D'autre part, le général Eisenhower, commandant en chef des forces de l'OTAN, à la suite d'une entrevue avec Jean Monnet, le 27 juin 1951, se montre sensible à l'argument politique de la réconciliation franco-allemande en Europe. Les Américains se rallient au projet de Monnet, même s'il est profondément amendé, notamment pour tenir compte des revendications allemandes « réarmer les Allemands, sans effrayer les Français ». Le rapport intermédiaire du 24 juillet 1951, accepté par les États-Unis, la France et la RFA, pose les bases du système institutionnel de ce que l'on appelle désormais officiellement la Communauté européenne de défense.

### Adoption du texte définitif du traité
À partir de l'accord intermédiaire du 24 juillet 1951, un projet de traité est rédigé et publié, le 1er février 1952. Il est approuvé par le Conseil de l'Atlantique nord de Lisbonne et par le parlement des 6 pays déjà membres de la CECA. En France, l'Assemblée nationale adopte le 19 février 1952 le principe de la CED, à la demande du gouvernement présidé par Edgar Faure.

### Accords de Bonn: contrepartie indissociable de la CED
Parallèlement aux longues discussions relatives à la CED, les « Trois Puissances » occupantes, États-Unis, France et Royaume-Uni, mènent de difficiles négociations avec l'Allemagne de l'Ouest. Le chancelier allemand, Konrad Adenauer, n'est en effet prêt à soutenir la CED qu'en échange de l'accession de la RFA à une souveraineté entière. Sa posture de négociation est confortée par le fait qu'une partie importante de l'opinion publique allemande est hostile à toute forme de réarmement et que le parti social-démocrate (SPD) met en avant que l'hostilité des Soviétiques à tout projet de cette nature ne peut qu'éloigner la perspective de la réunification du pays.
Ces négociations aboutissent à la signature des accords de Bonn, le 26 mai 1952, qui comprennent quatre conventions majeures avec annexes, un accord et plusieurs lettres échangées entre le chancelier de la République fédérale et les Hauts Commissaires pour l'Allemagne ou les ministres des Affaires étrangères des États-Unis, du Royaume-Uni et de France. Le texte le plus important est la Convention sur les relations entre les Trois Puissances et la République fédérale d’Allemagne qui stipule que « la République fédérale a pleine autorité sur ses affaires intérieures et extérieures, sous réserve des exceptions figurant dans la présente Convention ».
L'article 11 de cette convention stipule que « la présente Convention entrera en vigueur dès que (…) le traité instituant la Communauté européenne de défense sera entré en vigueur ».

## Traité instituant la CED

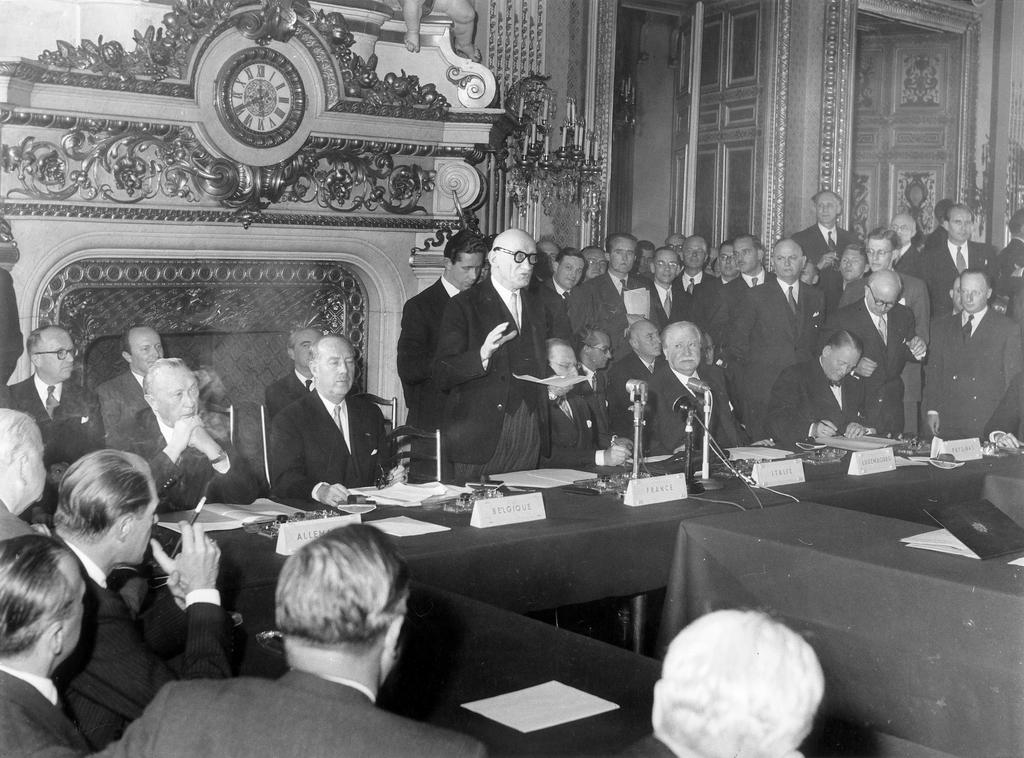
Signature du traité le 27 mai dans l'Hôtel du ministre des Affaires étrangères.

Le traité instituant une CED est signé le 27 mai 1952 à Paris, par les gouvernements français (Pinay), ouest-allemand (Adenauer), italien (De Gasperi), belge (Van Houtte), néerlandais (Drees) et luxembourgeois (Dupong), soit dix-neuf mois après la présentation du plan Pleven en conseil des ministres, le 8 octobre 1950. Composé de 131 articles et de protocoles additionnels, il prévoit une Communauté européenne de défense, dotée de la personnalité juridique (Art. 7) et placée dans le cadre de l'OTAN (Art. 5, 13, 14, 18, 77, 94, etc.). La longue et laborieuse gestation du traité se déroule en deux étapes.
Le traité instituant la CED, diffère profondément du plan Pleven sur 4 points fondamentaux :
- Fin du statut d'occupation de la RFA, égalité des droits des États membres, ce qui impliquait la réhabilitation entière de l'Allemagne de l'Ouest qui recouvrerait sa pleine souveraineté avec l'entrée en vigueur de la CED. Par ailleurs, cela supposait que la France renonçât à son programme nucléaire, puisque acquérir la bombe aurait permis à la RFA d'en faire autant, droit qui lui avait été refusé par les Alliés lors de la capitulation du Troisième Reich[25].
- Au sein de la CED, même si elles sont limitées à 12, il existe bien des divisions allemandes, dans cette armée, qui comporterait 40 divisions nationales de 13 000 hommes portant un uniforme commun. La CED disposerait donc d'une armée intégrée sous commandement commun, sans discrimination entre pays membres, comprenant toutes leurs forces terrestres et aériennes, à l'exception de celles nécessaires à la défense des territoires d'outre-mer. Cette disposition était importante pour la Belgique et surtout pour la France, alors en guerre en Indochine. Permettre à l'Allemagne d'avoir 12 divisions, c'était en fait accepter l'exigence des États-Unis, formulée ainsi, dès le mois de septembre 1950. La RFA obtenait ainsi de véritables corps d'armée avec des généraux à leur tête, « ce qui laissait subsister, selon le juriste Michel Clapié, une personnalité militaire allemande »[25].
Les pressions américaines ont eu raison des conditions françaises. La France a dû accepter des unités de base beaucoup plus importantes que prévu dans le plan Pleven. Par contre, cette armée européenne, comme le prévoyait déjà le plan Pleven, reste soumise aux directions du commandement en chef de l'OTAN, désigné par le président des États-Unis.
- Abandon de l'idée d'un ministre européen de la Défense, le lieu de décision de la CED est donc le Conseil des ministres dans lequel chaque pays membre est représenté par son ministre de la Défense, y compris la RFA. L'Allemagne obtient donc l'égalité de droit au sein de la CED.
- Les institutions de la CED, telles qu'elles sont définies dans le traité signé le 27 mai 1952, ne sont pas celles voulues par Jean Monnet. Elles étaient moins supranationales que celles prévues dans le plan Pleven, dans la mesure où le véritable organe décisionnel de la CED, le Conseil des ministres, était un lieu de coordination et de décision entre États, mais absolument pas une instance fédérale, indépendante des États, comme l'était la Haute autorité de la CECA. De plus, le Conseil de ministres se prononcerait à l'unanimité pour toutes les questions importantes, ce qui préservait la souveraineté de chaque État. Toutefois, en contradiction avec la règle précédente, l'accord d'un seul des ministres européens, même contre l'avis de tous les autres, suffisait à autoriser le commandant en chef de l'OTAN à redéployer les forces de défense européenne, ou à en changer l'emploi, sans à avoir à demander l'avis des autres États européens. Pour faire appliquer les décisions prises par le Conseil des ministres, il était prévu de mettre en place un commissariat collégial de 9 membres (2 pour la France, l'Allemagne et l'Italie et 1 pour la Belgique, les Pays-Bas et le Luxembourg). Chaque commissaire devait être nommé par les gouvernements, et devenait ensuite indépendant par rapport aux États. Le commissariat de la CED aurait pu, ainsi être l'équivalent de la Haute autorité de la CECA, à la différence que la Haute autorité était l'organe fédéral de décision de la CECA, alors que dans la CED, le pouvoir de décision était donné à une institution unioniste : le Conseil des ministres.

D'autre part, le Commissariat ne devait pas élaborer une politique de défense commune, mais se contenter d'organiser l'administration militaire supranationale, subordonnée à l'OTAN, et donc à Washington. Ainsi le commandant en chef de l'OTAN choisissait les armements nécessaires en fonction de la stratégie, arrêtée par l'Alliance atlantique. De plus, toute exportation de matériel militaire était interdite, sauf autorisation du commandant de l'OTAN, ceci aboutissait à mettre l'industrie française de l'armement, alors la seule importante en Europe, sous la tutelle de Washington.
On apprit plus tard que certains articles du traité avaient été rédigés par des diplomates américains. Le 25 février 1953, le général de Gaulle, qui s'engagea contre la ratification du traité déclara : « le traité attribue au commandant en chef atlantique, en ce qui concerne le destin de la France, des droits quasi-discrétionnaires, tels, en tout cas, qu'à aucune époque, dans aucun pays, aucun gouvernement n'en a jamais concédés à aucun de ses généraux ».
Les deux autres institutions de la CED, la Cour de justice et l'Assemblée consultative étaient identiques à celles de la CECA. Par rapport à l'Assemblée de la CECA, la nouvelle Assemblée, commune à la CECA et à la CED, serait composée de 87 délégués nationaux (21 pour la France, l'Allemagne et l'Italie, 10 pour la Belgique et les Pays-Bas et 4 pour le Luxembourg). Il n'existerait en réalité qu'une Cour de justice, celle déjà existante de la CECA, qui serait également compétente pour la CED. La seule différence serait que l'assemblée de la CED comporterait 9 membres de plus que l'assemblée de la CECA, pour donner 3 délégués supplémentaires à la France, l'Allemagne et l'Italie.
Enfin l'Art. 38 du traité, voulu par Alcide de Gasperi et Altiero Spinelli, fondateurs de l'Union des fédéralistes européens, confiait à l'Assemblée la charge de préparer, avant 6 mois, une structure « fédérale ou confédérale », devant servir de cadre juridique à une Communauté politique européenne devant prolonger la CED.

## Ratifications

### Querelle de la CED
La « querelle de la CED » ne débute vraiment en France, qu'après la signature du traité de Paris, le 27 mai 1952, et son dépôt pour ratification à l'Assemblée nationale. L'opinion publique et les parlementaires se divisent en deux camps, les cédistes et les anticédistes, à l'image de ce que la France avait connu avec l'affaire Dreyfus. La référence à l'affaire Dreyfus revient d'ailleurs très souvent entre l'été 1952 et l'été 1954. Dès lors tous les chefs de gouvernement (Pinay, Mayer et Laniel) remettent au lendemain une ratification risquée. À partir du 10 septembre 1952, il est aisé pour chacun de ces présidents du Conseil de trouver une excuse pour suspendre le processus de ratification. En effet, à partir du 10 septembre 1952, l'assemblée de la CECA, présidée par Paul-Henri Spaak, se transforme en assemblée ad hoc chargée de préparer et soumettre aux chefs de gouvernement un projet de Communauté politique européenne (CPE), censée être l'instance politique encadrant la CECA et la CED. Il s'agit de la mise en œuvre de l'Art. 38 du traité. On peut donc prendre prétexte d'attendre la remise des travaux de l'Assemblée, pour soumettre le traité de la CED à ratification.
D'autre part, parmi les partis politiques français, seul le MRP, présidé par Robert Schuman, est presque unanimement favorable à la CED. Cependant, même au MRP, il existe des anticédistes : Léo Hamon, André Monteil, l'Abbé Pierre[réf. nécessaire], Henri Bouret, Robert Buron[réf. nécessaire] ou l'élu local Charles d'Aragon[réf. nécessaire]. La Revue Esprit de Jean-Marie Domenach s'oppose à la CED, ainsi que Terre humaine. Domenach dénonce ainsi, en 1953, l'Europe des six, appelant à la construction d'une véritable Europe, plus large, qui se constituerait « contre la double hégémonie des blocs et d'abord notre Europe d'Occident contre l'hégémonie américaine et son relai allemand ». Les communistes et les gaullistes sont radicalement opposés à la CED, le général de Gaulle envoie même un émissaire, Gaston Palewski, chez l'ambassadeur soviétique dans l'idée de forger un front anti-cédiste. Quant aux radicaux et aux socialistes, ils sont profondément divisés. Des figures historiques du mouvement radical, Édouard Herriot ou Édouard Daladier, ou des personnalités socialistes, Jules Moch, Daniel Mayer, Vincent Auriol (président de la République de 1947 à 1953), s'opposent à la CED. Le 25 mai 1952, le dirigeant de la SFIO, Guy Mollet, engage son parti pourtant divisé, en faveur de la CED. Cependant, la SFIO reste divisée sur cette question, un courant anti-cédiste se regroupe autour de Daniel Mayer, Alain Savary et Robert Verdier. Ils rédigèrent en avril 1954 : Contre le traité actuel de la CED. Signé par une soixantaine de parlementaires, en mai, ils publièrent un autre texte : Contre la petite Europe, cléricale et réactionnaire. Ils s'opposaient à un projet qui, selon eux, relancerait le militarisme allemand, la course aux armements, et fragiliserait le dialogue avec l'URSS. Enfin l'extrême-gauche, la Quatrième internationale trotskyste analyse le projet de CED comme une phase d'un processus de militarisation de la politique, tandis que l'extrême-droite se divise, Jeune Nation se prononçant contre la CED tandis que Rivarol soutient celle-ci.
Du côté des juristes, Charles Eisenmann, René Capitant et Georges Burdeau signent un article affirmant que le traité conduisait à une perte de souveraineté de l’État par la mise en commun des forces militaires, et exigeait par conséquent une réforme constitutionnelle et non une simple ratification.
La « querelle de la CED » est au cœur de l'élection à la présidence de la République, en décembre 1953. Elle oppose deux candidats principaux, Laniel (centre-droit) partisan de la CED, et Naegelen (socialistes), un adversaire de celle-ci. Aucun de ces deux candidats ne peut être élu, certaines voix de droite, opposées à la CED se reportent sur Naegelen, tandis qu'au contraire certaines voix de gauche, favorables à la CED, refusent de voter pour lui. C'est finalement l'indépendant René Coty, qui est élu au treizième tour de scrutin. Il avait pour principale caractéristique de ne pas s'être prononcé sur la CED, étant à l'hôpital lors des débats en 1952.

### Échec de la ratification du traité
À partir de mars 1953, avec la mort de Staline, puis la fin de la guerre de Corée et l'aube de la coexistence pacifique de Nikita Khrouchtchev, les cédistes sont privés de leur principal argument : le danger communiste. À l'inverse, les communistes et l'ensemble des anticédistes, au premier rang desquels de Gaulle qui s'investit dans la campagne anticédiste à partir de 1953, peuvent facilement développer l'argument de l'abaissement de la France dans l'atlantisme, face aux pressions du nouveau président des États-Unis, Eisenhower, et de son secrétaire d'État John Foster Dulles. John Foster Dulles fait pression sur la France en laissant planer la menace d'une « réévaluation déchirante » des aides américaines en cas de refus français de la CED. Cette intervention directe des États-Unis soude le bloc anticédiste, et permet à de Gaulle d'aiguiser certains des aspects de sa future politique extérieure d'indépendance nationale. Aux menaces américaines, il répond : « Quand M. F. Dulles évoquait à Paris le fantôme d'une révision dramatique de la politique américaine à l'égard de la France, son amie et son alliée, je suis persuadé qu'il ne pouvait pas réprimer un sourire. Avec le même sourire, je lui réponds aujourd'hui : ne vous gênez pas, cher ami. ».
Face à l'argumentation anticommuniste des cédistes, qui perdait de son efficacité à partir de 1953, un large front anti-atlantiste se constitua, qui gagna même des neutralistes. Ainsi le journal Le Monde devint ouvertement anticédiste, par rejet de la logique anticommuniste et antisoviétique des cédistes. La primauté de l'impératif anticommuniste, qui servait de point d'accroche à toute l'argumentation cédiste, est contestée par un nombre de plus en plus important de socialistes, radicaux et de gaullistes. Exemple révélateur de cette évolution, cet extrait d'un article paru dans la revue gaulliste Rassemblement, le 22 avril 1954 : « il est une sorte de peur qui rend fous quelques thuriféraires de l'armée européenne : la peur du communisme. Ce n'est pas ici qu'on minimisera le péril communiste. Le danger, quoique moins immédiat, reste immense. Mais il importe de ne pas précipiter délibérément la France sous le joug allemand et américain, avec le mauvais prétexte qu'à Bonn et à Washington on veut manger du bolchévik ». L'argument central des anticédistes, comme le fait remarquer la correspondante du New Yorker Janet Flanner, est donc un certain anti-américanisme.
D'autre part, le tragique épilogue de la fin de la guerre d'Indochine, dans la première partie de l'année 1954, ne plaide pas en faveur de la CED, auprès des militaires, qui craignent une perte de souveraineté et un renoncement de la France pour ses actions d'outre-mer. Le 31 mars 1954, le maréchal Juin dénonce vivement la CED, ce qui lui vaut des sanctions, donnant ainsi de nouveaux arguments aux anticédistes. Enfin l'Assemblée parlementaire de la CECA, présidée par Paul-Henri Spaak, renforça le front anti-cédiste. En effet, dès l'automne 1952, alors que le traité n'est pas encore ratifié, l'Assemblée parlementaire de la CECA, décide unilatéralement, et sans en avoir le mandat d'appliquer l'article 38 de la CED. Elle prit le titre d'Assemblée ad hoc, et désigna une commission, présidée par Heinrich von Brentano, chargée d'élaborer des propositions constitutionnelles pour un État fédéral européen, écartant la possibilité d'une confédération, pourtant prévue par l'article 38. Ainsi contre la CED, se développa l'opposition à une fédération européenne, qui devenait un autre motif de refus. L'Assemblée parlementaire de la CECA, pourtant cédiste, a favorisé l'émergence d'un nouvel argument pour les anticédistes.
Alors que 4 des 6 pays ratifient la CED entre mars 1953, pour la RFA, et avril 1954 au Luxembourg, la querelle entre cédistes et anticédistes s'amplifie en France, à tel point que l'Italie suspend sa ratification, en attendant le résultat de la ratification française. Face à la pression populaire, les majorités cédistes qui font les gouvernements étaient de plus en plus fragiles. En décembre 1952, le MRP renverse même le gouvernement Pinay, qui retarde la ratification du traité. Pour les deux présidents du Conseil qui suivent, René Mayer et Joseph Laniel, « oublier » la ratification du traité semblait être leur seule garantie de survie. René Mayer est d'ailleurs renversé, par les gaullistes, parce qu'il pense ouvrir le débat sur la ratification. La Quatrième République est paralysée par ce débat, qu'aucun chef de gouvernement ne semble pouvoir affronter. Pierre Mendès France, président du Conseil à partir du 18 juin 1954, essaye en vain, lors de la conférence de Bruxelles (19 au 22 août 1954), de négocier un nouveau protocole modificatif du traité de la CED. Les autres États, notamment ceux qui ont déjà ratifié le traité, refusent cette proposition française. Le chef du gouvernement français parla alors d'humiliation infligée à la France. Pierre Mendès France décide alors de « sortir le cadavre du placard », et ouvre enfin le débat de ratification à l'Assemblée nationale, le 29 août 1954. Plusieurs commissions de l'Assemblée nationale avaient déjà émis des rapports défavorables au traité, l'armée française multiplie les échecs en Indochine : le président du Conseil se garde bien de jouer là l'avenir de son fragile gouvernement de coalition sur une proposition impopulaire et ne pose pas la question de confiance. Le gouvernement de Pierre Mendès France est lui-même divisé sur la question : trois ministres gaullistes, Jacques Chaban-Delmas, Maurice Lemaire et le général Kœnig, démissionnent pour ne pas voter le traité ; leur collègue Christian Fouchet évite de les suivre car il doit gérer la crise tunisienne mais les approuve. François Mitterrand, ministre de l’Intérieur, bien que moins engagé pour l'armée européenne que René Pleven, son ancien chef de parti à l'UDSR, vote pour. Les autres ministres, généralement favorables au traité, votent pour tout en formulant des réserves sur les modifications que Pierre Mendès France voudrait y apporter.
Le vote du 30 août 1954 écarte définitivement la CED sans débat de fond, puisque les anticédistes proposent le vote d'une question préalable, posée par le général Adolphe Aumeran,, adoptée par 319 voix contre 264. Parmi ces 319 voix, on comptabilise les députés communistes et gaullistes, une partie des socialistes (53 députés sur 105), la moitié aussi des radicaux (34 députés sur 67) ou de l'UDSR (10 députés sur 18), mais aussi 9 députés MRP ou apparentés. Ce rejet entraîne également l'échec du projet de communauté politique européenne, qui lui avait été associé. Les démocrates-chrétiens ne pardonnent pas à Pierre Mendès France, ce qu'ils appellent le « crime du 30 août ». Dès le lendemain du vote, la SFIO exclut trois parlementaires, qui ont voté la question préalable, Daniel Mayer, Jules Moch et Max Lejeune. André Monteil, Léo Hamon et Henri Bouret sont à leur tour exclus du MRP, le 2 septembre 1954, pour le même motif.

## Conséquences
La première conséquence du « crime du 30 août », fut la démission de Jean Monnet de son poste de président de la Haute autorité de la CECA. Pour lui, la France infligeait un camouflet inacceptable à l'idée qu'il porte, au moins depuis le 9 mai 1950, l'idée d'une Europe fédérale. En plus de cette réaction, on peut identifier trois conséquences majeures. Les deux premières sont des conséquences à court terme, la troisième à long terme.

### UEO: solution au réarmement de l'Allemagne occidentale
Après l'échec de la CED, une négociation internationale s'ouvre très vite, pour trouver une solution au réarmement et à la mise en œuvre de la souveraineté de la RFA. Les initiatives anglaises, soutenues par les Américains s'imposent rapidement. Le ministre britannique des Affaires étrangères, Anthony Eden, invite les six pays de la CECA, les États-Unis et le Canada à une réunion à Londres le 16 septembre 1954. Le principe d'un règlement est adopté à la conférence de Londres, qui se déroule du 26 septembre au 3 octobre 1954. La RFA est autorisée à créer une armée nationale. Elle est aussi autorisée à adhérer à l'OTAN, au même titre que les autres alliés. La France obtient certaines garanties :
- le réarmement de l'Allemagne se fait dans le cadre de l'UEO (Union de l'Europe occidentale : six pays de la CECA ainsi que le Royaume-Uni) ;
- au sein de l'UEO était instituée l'ACA (Agence de contrôle des armements) qui avait un pouvoir de contrôle sur tous les armements des pays membres.

Un second organe technique est créé, le CPA (Comité permanent des armements), afin de développer, dans le domaine de l'armement, la coopération entre les 7 pays membres. L'ACA étaient fortement inspirée des clauses discriminatoires prévues par la première version du texte instituant la CED, dans la mesure où seule la RFA se voyait interdire la fabrication d'armes atomiques, bactériologiques et chimiques (ABC).
La RFA accepte ce nouveau dispositif, car l'UEO permettait d'insérer l'Allemagne de l'Ouest en tant qu'État souverain dans un système de défense de l'Europe occidentale, lui-même intégré dans l'OTAN.
Des textes élaborés sur la base de ce « règlement de Londres », sont signés à la conférence de Paris, le 23 octobre 1954. Ratifiés rapidement au cours de l'hiver, ils entrent en vigueur le 5 mai 1955. La solution de l'automne 1954, qui concilie une pleine reconnaissance de la RFA, moins de supranationalité dans l'organisation d'une armée européenne, une meilleure coopération du Royaume-Uni et un contrôle du réarmement de l'Allemagne, donne satisfaction à tous les gouvernements d'Europe occidentale et aux États-Unis. Les Français, encore une fois, sont partagés à propos d'un accord qui donne à l'Allemagne plus que ce qu'elle n'aurait obtenu dans le cadre du plan Pleven : la ratification n'est acquise qu'avec 27 voix de majorité. Les Soviétiques sont pour leur part clairement mécontents : dix jours après l'entrée officielle de la RFA dans l'OTAN, ils annoncent la création du pacte de Varsovie et y intègrent la toute nouvelle RDA.

### Comment relancer le processus de la construction européenne?
Pour tous les pro-européens, il est important de surmonter l'échec de la CED. Un double consensus se dessine rapidement, afin que la construction européenne ne s'arrête pas à la CECA :
- Abandonner les sujets sensibles, comme l'unification militaire, et revenir à des thématiques économiques, où les succès semblent être plus à portée, comme l'avait montré l'exemple de la CECA. En 1950, Jean Monnet, en transposant les mécanismes de la CECA à la CED, restait dans une vision économiste des choses, alors que la défense est au cœur de la souveraineté nationale, 5 ans seulement après la capitulation allemande ;
- Dès l'automne 1954, naissent de nombreux projets de relance. Jean Monnet prône la poursuite d'une intégration sectorielle dans la continuité de la CECA. Le 2 décembre 1954, l'Assemblée de la CECA vote une résolution qui demande l'élargissement des compétences de la CECA aux transports et aux sources d'énergie[40]. Jean Monnet propose la création d'une organisation pour l'énergie atomique. Le projet Euratom est lancé, mais en même temps, Jean Monnet se laisse convaincre d'associer à la poursuite d'une intégration sectorielle (Euratom), un projet de marché commun généralisé, dont l'un des principaux promoteur fut le ministre de l'Économie de RFA, L. Erhard. La « résolution de Messine », du 3 juin 1955, des six ministres des Affaires étrangères des pays membres de la CECA, est le texte de base qui ouvrira les négociations du comité Spaak : « poursuivre l'établissement d'une Europe unie par le développement d'institutions communes, la fusion progressive des économies nationales, la création d'un marché commun et l'harmonisation progressive de leur politique sociale »[41].

### Incapacité durable de construire une réelle défense européenne
L'échec de la CED, comme la solution de l'UEO, révèlent l'incapacité des États d'Europe occidentale de concevoir un système de défense indépendamment des États-Unis. R. Marjolin, qui fut l'un des principaux collaborateurs de Jean Monnet, le confessera dans ses mémoires : « L'incapacité de l'Europe à s'unir résulte d'une décision prise implicitement par les Européens après la fin de la Seconde Guerre mondiale, celle de s'en remettre aux Américains pour leur défense ».
L'idée d'une défense européenne est relancée en 1992, par la signature du traité de Maastricht (PESC : politique étrangère et de sécurité commune), confirmée en 2007 par la signature du traité de Lisbonne, mais toujours dans le cadre de l'OTAN, c'est-à-dire sous une étroite dépendance de Washington.
Pour de nombreux analystes, la construction d'une Europe de la défense devra inévitablement se réaliser par un vaste mouvement de concentration industrielle dans le secteur de la défense, à l'image de ce qui se produisit aux États-Unis sous la présidence de Bill Clinton,.

## Iconographie
- C.E.D. - Communauté européenne de défense pour la paix, contre les tyrannies totalitaires, affiche de Paul Colin, 1954.

### Ouvrages généraux
- Konrad Adenauer, Mémoires, vol. 1, Paris, 1965.
- V. Auriol, Journal du septennat, A. Colin, 1970.
- Olivier Beaud, « Quand un juriste explique et déconstruit l'État », Critique, Éditions de Minuit, no 780,‎ mai 2012, p. 401-410.
- Marie-Thérèse Bitsch, Histoire de la construction européenne de 1945 à nos jours, 22 septembre 2004.
- Henri Burgelin, « La défense européenne et l'Union de l'Europe occidentale », Cadmos, no 12,‎ 1989.
- Philippe Buton, « La CED, l'affaire Dreyfus de la Quatrième République ? », Vingtième Siècle : Revue d'histoire, no 84,‎ avril 2004, p. 43-59 (DOI 10.3917/ving.084.0043, lire en ligne).
- Michel Clapiè, Manuel d'institutions européennes, Paris, Champs Université Flammarion, 2010.
- Michel Dumoulin (dir.), La Communauté européenne de défense, leçons pour demain ?, Bruxelles, Presses interuniversitaires européennes / Peter Lang, coll. « Euroclio. Études et documents » (no 15), 2000, 588 p. (ISBN 978-90-5201-908-6, présentation en ligne).
- Georgette Elgey, La République des illusions, 1945- 1951 : La vie secrète de la IVe République, Paris, Fayard, 1965.
- P. Gerbet, La naissance du marché commun, Bruxelles, 1987.
- Pierre Gerbert, Dictionnaire historique de l'Europe unie, Bruxelles/Paris/Lagny-sur-Marne, André Versaille, coll. « Références », 25 mai 2009, 1213 p. (ISBN 978-2-87495-022-3).
- Tony Judt (trad. de l'anglais), Après-guerre : Une histoire de l'Europe depuis 1945, Paris, Grand Pluriel, 2005, 1026 p. (ISBN 978-2-01-279460-3).
- B. Leuvrey, Le rôle de l'Assemblée commune de la CECA, Strasbourg, 1993.
- R. Marjolin, Le travail d'une vie, Laffont, 1986.
- P. Mélandri, « Les États-Unis et le plan Pleven », Relations internationales, no 11,‎ octobre 1950.
- Gilles Morin, « Les oppositions socialistes à la CED : les acteurs du débat », Les cahiers Irice, no 4 « Anti-européens, eurosceptiques et souverainistes. Une histoire des résistances à l'Europe (1919-1992) »,‎ 2009, p. 83-100 (DOI 10.3917/lci.004.0083, lire en ligne).
- R. Poidevein, Robert Schuman, homme d'État, 1986.
- Élisabeth Du Réau, L'idée européenne au XXe siècle : Des mythes aux réalités, 2008.
- Georges-Henri Soutou, La Guerre froide : 1943-1990, Paris, Librairie Arthème Fayard / Pluriel, 2010, 1103 p. (ISBN 978-2-8185-0127-6).
- Maurice Vaïsse, « Le général de Gaulle et la défense de l'Europe, 1947-1958 », Matériaux pour l'histoire de notre temps, Paris, Association des amis de la Bibliothèque de documentation internationale contemporaine (BDIC) et du musée, no 29 « Faire et refaire les armées - Penser et repenser les défenses »,‎ octobre-décembre 1992, p. 5-8 (ISSN 0769-3206, lire en ligne).
- Philippe Vial, « J. Monnet, un père pour la CED », dans R. Girault et G. Bossuat, Europe brisée, Europe retrouvée, 1992.
- Philippe Vial, « Redécouvrir la CED », Matériaux pour l'histoire de notre temps, Paris, Association des amis de la Bibliothèque de documentation internationale contemporaine (BDIC) et du musée, no 29 « Faire et refaire les armées - Penser et repenser les défenses »,‎ octobre-décembre 1992, p. 9-16 (ISSN 0769-3206, lire en ligne).
- (en) Clarence C. Walton, « Background for the European Defense Community », Political Science Quarterly, vol. 68, no 1,‎ mars 1953, p. 42-69.

### Traité instituant la Communauté européenne de défense du 27 mai 1952 (texte du traité)
- Traité instituant la Communauté européenne de défense, Paris, Cvce.eu, 27 mai 1952 (lire en ligne).

### Accords de Bonn du 26 mai 1952 (texte des accords)
- (en) Foreign Relations of the United States, 1952-1954, Germany and Austria - Volume VII, Part 1 : C. Documents signed by the Foreign Ministers of the United States, the United Kingdom, France, and the Federal Republic of Germany, May 26, 1952, U.S. Department of State - Office of the Historian, 26 mai 1952 (lire en ligne).
- Traités et accords internationaux enregistrés le 15 juin 1959 - N° 4760 - N° 4761 - N° 4762 - N° 4763, ONU (no Volume 332), 1959 (lire en ligne).
- Convention sur les relations entre les Trois Puissances et la République fédérale d'Allemagne, Digithèque MJP, 26 mai 1952 (lire en ligne).

## Compléments

### Lectures approfondies
- Rodolphe Ackermann, L'essor de l'idée de constitution européenne 1945-1953, 2001.
- J.-P. Bled, E. Jouve, C. Réveillard, Dictionnaire historique et juridique de l’Europe, Paris, PUF, 2013.
- C. Réveillard, Les premières tentatives de construction d’une Europe fédérale. Des projets de la résistance au traité de CED 1940-1954, F.-X. de Guibert, Paris, 2001.
- C. Réveillard, La construction européenne, Paris, Ellipses, 2012.
- Claire Sanderson (préf. Robert Frank), L'impossible alliance ? France, Grande-Bretagne et défense de l'Europe, 1945-1958, Paris, Publications de la Sorbonne, coll. « Publications de la Sorbonne / Série internationale » (no 65), 2003, 471 p. (ISBN 2-85944-481-5, lire en ligne).